# Corey Taylor

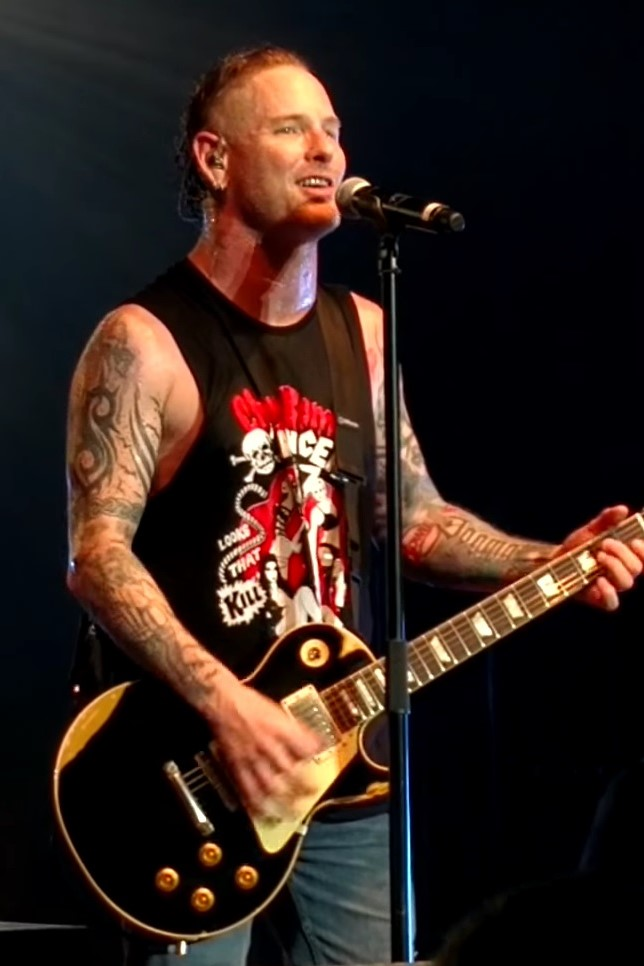
Corey Taylor (2018)

Corey Todd Taylor (* 8. Dezember 1973 in Des Moines, Iowa), auch bekannt als „The Great Big Mouth“, „The Sickness“, „Todd Tigger“, „The Boogie Knight“ und „Neck“, ist ein US-amerikanischer Rockmusiker und Songwriter. Er ist seit 1997 Sänger der Metal-Band Slipknot sowie Gitarrist und Gründungsmitglied der in den frühen 1990er-Jahren gegründeten Hard-Rock-Band Stone Sour. Zudem veröffentlichte er als Schriftsteller vier Romane und verfasst eine monatliche Kolumne für das englische Magazin Rock Sound.

## Leben
Corey Todd Taylor wurde hauptsächlich von seiner alleinerziehenden Mutter in Waterloo, Iowa aufgezogen. Er zog zusammen mit seiner Mutter und seiner Schwester oft um, um nach Arbeitsplätzen zu suchen. Taylors Großmutter führte ihn in die Rockmusik ein und zeigte ihm eine Sammlung von Elvis-Presley-Platten aus den 1950er- bis 1970er-Jahren. Er fand vor allem Songs wie Teddy Bear, In the Ghetto und Suspicious Minds am ansprechendsten. Taylor begann auch schon in jungen Jahren Black Sabbath zu hören. Er beschloss, Sänger zu werden, als er und sein Cousin zu Journeys Separate Ways sangen.
Im Alter von 15 Jahren hatte er eine Drogenabhängigkeit entwickelt und zweimal eine Überdosis Kokain genommen. Zu dieser Zeit lebte er in Waterloo, machte sich aber später selbstständig und landete im Haus seiner Großmutter in Des Moines. Sie übernahm das Sorgerecht für ihn, damit er weiter zur Schule gehen konnte und sie half ihm, Musikausrüstung zu kaufen. Später beschrieb er seine Großmutter als seinen stärksten Einfluss und als „Fels, Fundament und Stabilität“. Als Taylor 18 Jahre alt war, verließ er das Haus seiner Großmutter und ging an verschiedene Orte in Iowa, wobei Des Moines ein Ort war, an den er häufig zurückkehrte. Taylor besuchte die Lincoln High School in Des Moines, die er jedoch abbrach.
Taylor hatte große Probleme mit Alkohol. Im Jahr 2006 erzählte er im Sender MTV, dass er 2003 versucht hatte, von einem Balkon im achten Stock des Hyatt am Sunset Boulevard zu springen, aber dass „irgendwie [Scarlett] mich aufhielt“. Dies wurde später von Taylor in einem Interview mit Kerrang! Radio zurückgezogen und er erklärte, dass es tatsächlich sein Freund Thom Hazaert war, der ihn physisch am Springen hinderte. Scarlett sagte ihm dann, dass er entweder nüchtern werden müsse oder sie ihre Ehe annullieren würde. Bevor Stone Sour im Januar 2006 mit den Aufnahmen zu Come What(ever) May begann, war Taylor trocken.
Im Jahr 2017 machte Taylor öffentlich, dass er im Alter von 10 Jahren von einem 16-jährigen Freund sexuell missbraucht worden war. Im Alter von 18 Jahren, als Taylor bei seiner Großmutter lebte, unternahm er einen Selbstmordversuch durch Überdosis. Die Mutter seiner Ex-Freundin fuhr ihn ins Krankenhaus in Des Moines, wo die Ärzte ihn wiederbeleben konnten. Er beschreibt dies als den Tiefpunkt seines Lebens. Taylor traf seinen Vater zum ersten Mal, als er 30 Jahre alt war, und hat jetzt eine Beziehung zu ihm, obwohl er sagte, dass sich ihre Wege nicht so oft kreuzen.

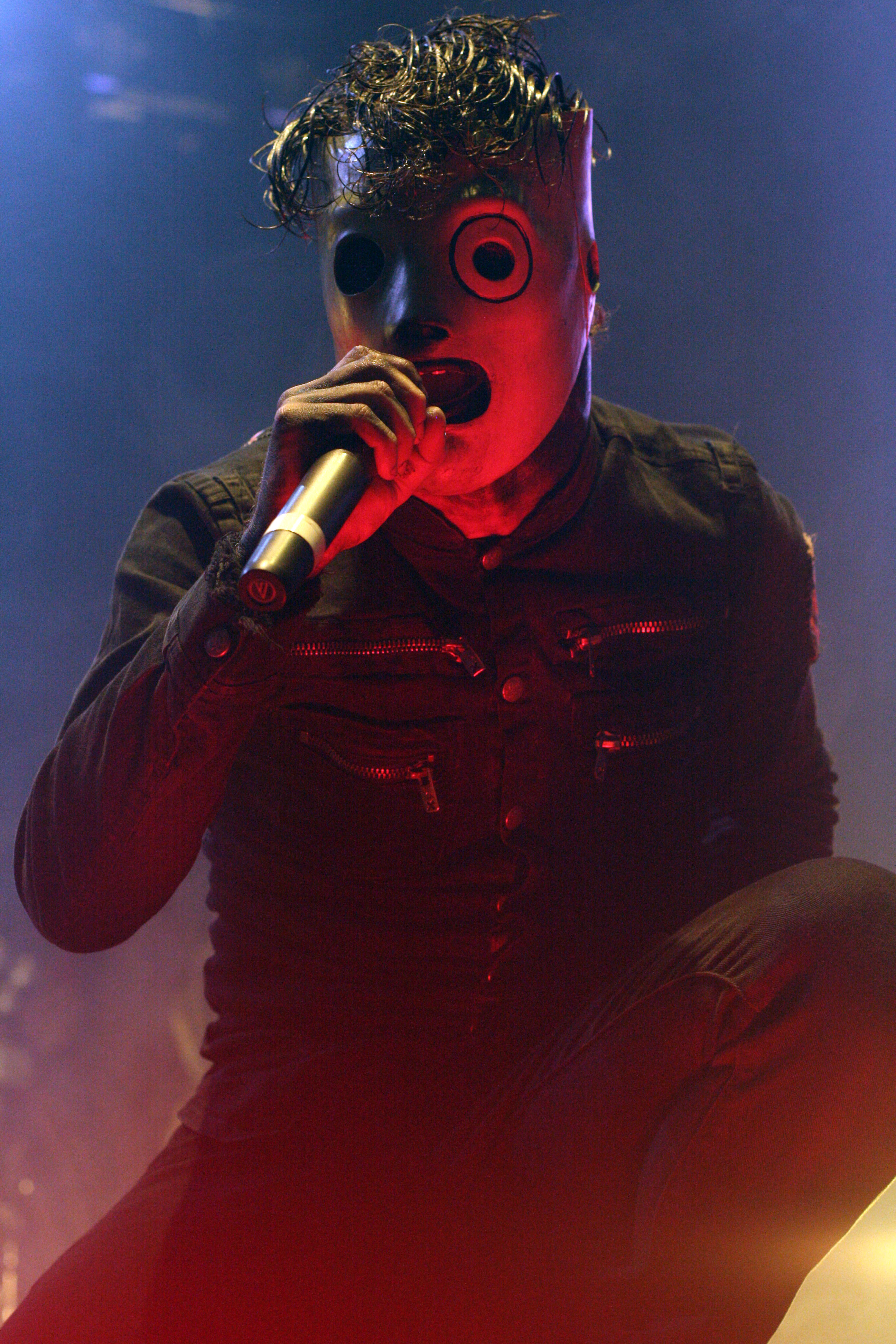
Taylor als Frontmann von Slipknot

Am 17. September 2002 brachte Taylors damalige Verlobte Scarlett ihren Sohn zur Welt. Taylor hat auch zwei Töchter aus früheren Beziehungen. Taylor und Scarlett heirateten am 11. März 2004 und ließen sich 2007 scheiden. Am 13. November 2009 heiratete Taylor Stephanie Luby im Palms Hotel in Las Vegas. Sie bekamen eine Tochter und trennten sich 2017. Am 7. April 2019 wurde auf seiner Instagram-Seite bekannt gegeben, dass er mit Alicia Dove, der Gründerin von Cherry Bombs, verlobt sei. Am 6. Oktober 2019 heiratete das Paar.

## Musikalische Karriere

### Stone Sour

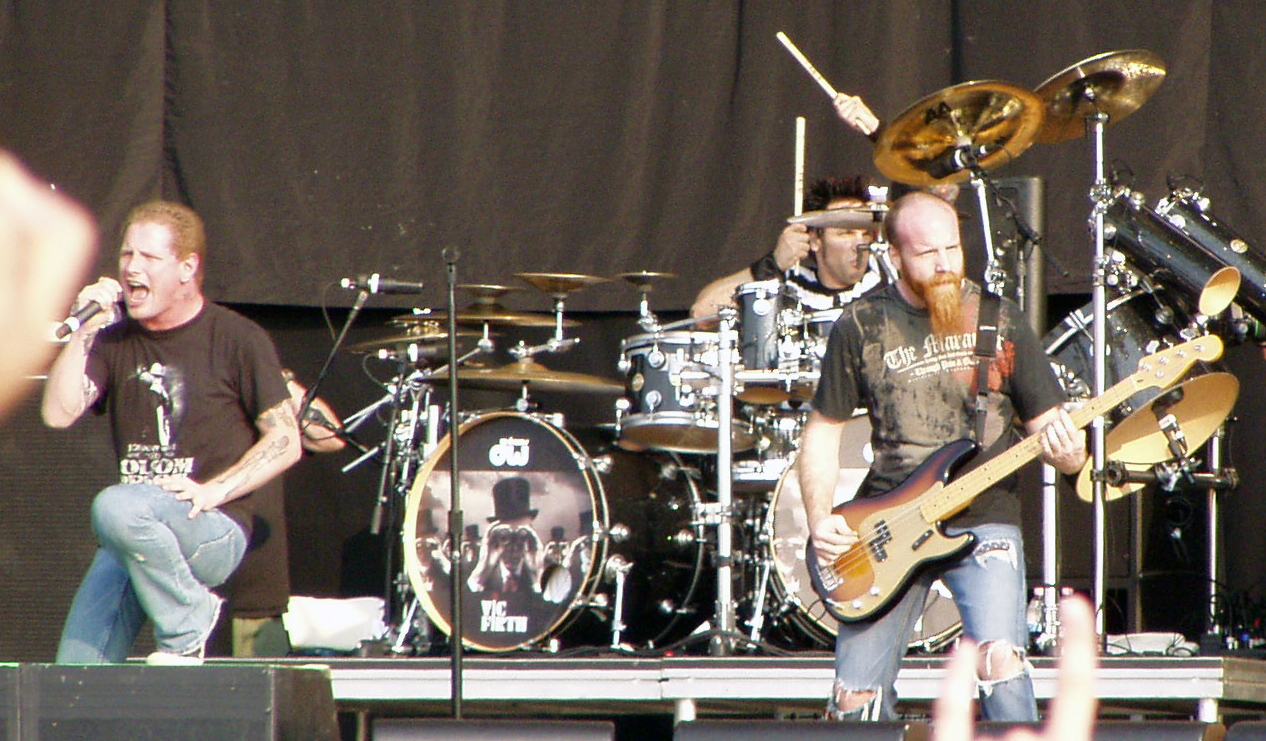
Stone Sour

Corey Taylor ist Gründungsmitglied der US-amerikanischen Hardrock-Band Stone Sour. Nachdem er die Band 1992 mit Schlagzeuger Joel Ekman gegründet hatte, stieß Shawn Economaki hinzu, um die Bassposition zu füllen und überließ die E-Gitarrenposition Josh Rand. Stone Sour nahm 1993 ein Demoalbum auf. 1994 folgte ein weiteres. 1997 wurde Taylor von der Metal-Band Slipknot angesprochen, was dazu führte, dass er Stone Sour verließ, während sie ein Demoalbum mit Sean McMahon in den SR Studios aufnahmen. Taylor kehrte erst fünf Jahre später zurück, um 2002 ihr Debütalbum Stone Sour aufzunehmen. Sowohl Taylor als auch Gitarrist Josh Rand kontaktierten Jim Root, Slipknots Gitarristen, und Shawn Economaki, Stone Sours ursprünglichen Bassisten, um Songs für ihr Debütalbum zu schreiben. Schlagzeuger Joel Ekman kam ebenfalls wieder an Bord. [24] Diese "Reformation" führte später zu Stone Sours Aufnahmen in den Catamount Studios in Cedar Falls, Iowa.
Ihr selbstbetiteltes Debütalbum wurde am 27. August 2002 veröffentlicht und landete auf Platz 46 der Billboard 200. Ihr zweites Album „Come What(ever) May“ debütierte auf Platz vier der Billboard 200. Es wurde am 1. August 2006 veröffentlicht und erreichte mehrere verschiedene Charts. „Live in Moscow“ ist derzeit ihr einziges Album, das nur zum Download veröffentlicht wurde. Während der Aufnahmen des Albums verließ Schlagzeuger Joel Ekman die Band aus persönlichen Gründen. Daraufhin nahm der Schlagzeuger Roy Mayorga dessen Platz in der Band ein. Die Gruppe veröffentlichte ihr drittes Studioalbum Audio Secrecy am 7. September 2010.
Später kündigte Corey Taylor die Veröffentlichung eines Konzept-Doppelalbums mit Stone Sour an. Die Alben tragen den Titel "House of Gold & Bones". Während der Dreharbeiten zum Doppelalbum verließ Bassist Shawn Economaki die Band. Er wurde vorübergehend für Tourneezwecke durch Johny Chow ersetzt. Der erste Teil wurde im Oktober 2012 und der zweite Teil im April 2013 veröffentlicht. Es gibt insgesamt 23 Songs, 11 im ersten und 12 im zweiten. Zusätzlich zu diesen beiden Alben gibt es eine vierteilige Comic-Serie, die von Taylor geschrieben und von Dark Horse Comics veröffentlicht wurde und 2013 in den Handel kam. Mit diesen Alben kam eine Geschichte, die von Taylor geschrieben wurde und mit dem Album zusammenfällt. Fans können auch ein Miniatur-"Haus aus Gold und Knochen" aus dem Verpackungsdesign der physischen Versionen der beiden Alben konstruieren. Taylor hat auch gesagt, dass er das Projekt gerne abschließen würde, indem er die Geschichte verfilmt, aber daraus ist noch nichts geworden.

### Slipknot

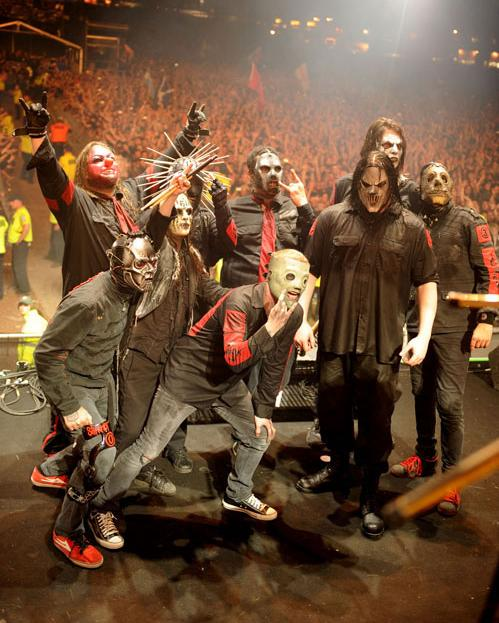
Slipknot bei Download-Festival 2009

In Des Moines, Iowa, kamen Joey Jordison, Shawn Crahan und Mick Thomson auf Taylor zu und baten ihn, sich Slipknot anzuschließen. Er stimmte zu, zu einer ihrer Proben zu gehen und sang dort schließlich auch vor. Von den neun Mitgliedern von Slipknot war Corey das sechste, das der Band beitrat. Als er mit Slipknot auftrat, wurde er auch als „Number Eight“ bekannt, da die Band einem Nummerierungsschema für ihre Mitglieder folgt, das von 0 bis 8 reicht. Laut Shawn Crahan wollte Corey die Zahl acht, weil sie die Unendlichkeit symbolisiert.
Taylor hatte das Gefühl, dass er sich in Slipknot besser entwickeln könnte als in Stone Sour und verließ Stone Sour vorübergehend, obwohl sie zu dieser Zeit ein Album mit Sean McMahon aufnahmen. Taylors erster Auftritt mit Slipknot war am 24. August 1997, was laut Bandmitgliedern nicht gut lief. Während seines ersten Auftritts trat Taylor mit Gesichtsbemalung anstelle einer Maske auf; Für seine zweite Show am 12. September trug er jedoch eine Maske, die seinem Debütalbum Mask ähnelt. Taylor hat mit Slipknot seit der Veröffentlichung ihres zweiten Demo-Albums aufgenommen, einer selbstbetitelten Demo, mit dem die Band sich bei potenziellen Labels und Produzenten bewerben wollte. Als fester Sänger nahm er mit Slipknot auf der Indigo Ranch in Malibu, Kalifornien, auf und veröffentlichte „Slipknot“, das Debütalbum der Band, das Platz eins der Top Heatseekers-Charts und in den Vereinigten Staaten Doppelplatin erreichte. Das Album wurde 2006 in das Buch „1001 Albums You Must Hear Before You Die“ aufgenommen. Taylor wurde der Urheberrechtsverletzung in Bezug auf den Text des Songs "Purity" beschuldigt, aber es wurden keine Maßnahmen ergriffen. 2001 begann er mit den Aufnahmen für ihr zweites Studioalbum Iowa bei Sound City and Sound Image in Van Nuys, Los Angeles, welches am 28. August 2001 veröffentlicht wurde und auf Platz eins der UK Albums Charts landete, sowie auf Platz drei in den Billboard 200. Während des Schreibens von „Volume 3: (The Subliminal Verses)“ beschloss Taylor, Texte zu schreiben, die kein explizites Etikett rechtfertigen würden. Es erreichte Platz zwei der Billboard 200. „All Hope Is Gone“ war das erste Slipknot-Album, das Platz eins der Billboard 200 erreichte.
Die ersten beiden Slipknot-Alben mit Taylors Gesang, Slipknot und Iowa, enthalten beide sexuell explizite Inhalte. Viele Kritiker behaupteten, Taylor verlasse sich auf die Obszönitäten, weshalb Slipknots drittes Album Vol. 3: (The Subliminal Verses) frei von Schimpfwörtern ist (mit Ausnahme des Wortes „Bitch“ auf dem Song Duality und Bastard auf dem gesprochenen Intro von Pulse of the Maggots). Im Vergleich zum vorherigen Sänger von Slipknot, Anders Colsefni, hat Taylor einen Gesangsstil, der vom verstorbenen Ex-Schlagzeuger Joey Jordison als „wirklich guter melodischer Gesang“ charakterisiert wurde.

### Weitere Aktivitäten
Taylor trat als Gastmusiker auf Alben von Soulfly, Apocalyptica, Damageplan, Steel Panther und Code Orange auf. Zu einem bestimmten Zeitpunkt war er stark an den Aufnahmen zum Album Worship Music der Thrash-Metal-Band Anthrax beteiligt, jedoch blieben die Sessions unveröffentlicht.  Er trug auch zum Roadrunner United All-Star-Album im Jahr 2005 bei und sang den Song "Rich Man". Taylor hatte auch einen kurzen Auftritt in Steel Panthers Singles "Death to All but Metal", "Eyes of a Panther" und "Asian Hooker". 2006 gründete Taylor die Plattenfirma Great Big Mouth Records. Taylor hat zwei Alben produziert: Facecages selbstbetiteltes Album und Walls of Jericho's Redemption. Er lieferte außerdem Gastbeiträge auf dem Track "Repentance" für Dream Theaters 2007er-Album Systematic Chaos. In einem Interview mit Billboard bestätigte Taylor, dass er am 13. Januar 2009 plante, ein Soloalbum aufzunehmen und nach Slipknots All Hope Is Gone World Tour zu seinem Nebenprojekt Stone Sour zurückzukehren. Taylor erklärte, dass er Songs schreibe, die "zu keiner seiner Hauptbands passen". Er beschreibt sie als eine Mischung aus Foo Fighters, Johnny Cash und Social Distortion und sagt, dass es "einen ländlichen Hintergrund gibt, der mit dem Leben in Iowa einhergeht".
Taylor und die Junk Beer Kidnap Band traten 2009 im People’s Court in Des Moines, Iowa, auf und markierte Taylors erste offizielle Soloshow. Taylor tritt mit seiner Band The Dum Fux mit Denny Harvey auf, die Coverversionen von Punkrock der 1970er- und Hair Metal der 1980er-Jahre machen. Taylor tritt auch mit der Band Audacious P auf, die in erster Linie Tenacious D covert. Rapper Tech N9ne bestätigte, dass Taylor auf seinem Album K.O.D. auftreten sollte, aber seinen aufgenommenen Gesang nicht rechtzeitig einreichte. Taylor gab kürzlich zu, dass er sich um den freien Sängerplatz in der Band Velvet Revolver beworben habe, sagte aber, dass es einfach nicht geklappt habe. Laut einem kürzlich erschienenen Billboard-Artikel scheint es jedoch wahrscheinlich, dass er tatsächlich der Sänger von Velvet Revolver werden könnte, obwohl keine offizielle Bestätigung vorliegt. Duff McKagan fügte hinzu, dass sie Taylors Mitgliedschaft in der Band weder "bestätigen noch dementieren" können, aber glauben, dass Taylor der "wahre Deal" ist. Slash hat Taylor seitdem als möglichen neuen Sänger ausgeschlossen und erklärt, dass "[es] einfach nicht richtig war", obwohl er ihn liebt. Taylor hat jedoch 10 neue Songs mit der Band aufgenommen, obwohl Schlagzeuger Matt Sorum erklärte, dass es unwahrscheinlich ist, dass sie jemals veröffentlicht werden. Taylor erklärte Mark Hoppus auf Hoppus on Music, dass er und McKagan neue Musik für eine mögliche neue Supergroup schrieben.
Am 21. Juni 2018 war Taylor auf dem Track The Hunt der metallischen Hardcore-Band Code Orange zu hören, dem zweiten Track der Drei-Track-EP „The Will Go On“. Im April 2019 arbeitete Taylor an dem Song Drugs der Band Falling in Reverse mit. Im September 2019 war er auf Nostalgia Critics Parodie-Album von Pink Floyds The Wall auf einem Cover des Eröffnungsthemas für SpongeBob Schwammkopf zu sehen. Taylor veröffentlichte sein Soloalbum CMFT 2020 über Roadrunner Records. Die ersten beiden Singles Black Eyes Blue und CMFT Must Be Stopped waren schon am 29. Juli 2020 veröffentlicht worden.
Er steuerte eine Coverversion des Metallica-Songs Holier Than Thou zum Charity-Tribute-Album The Metallica Blacklist bei, das im September 2021 veröffentlicht wurde.
Taylor sagte Loudwire 2015, dass er ohne Faith No More "heute nicht hier wäre". Während er sich von einem Selbstmordversuch erholte, sah er, wie die Band "Epic" live bei den MTV Video Music Awards 1990 spielte und der Auftritt inspirierte ihn, wieder Musik zu schreiben und aufzuführen. Er hat auch erklärt, dass Pearl Jam seine Musik stark beeinflusst und inspiriert habe, und sagte, dass die Gruppe "eine der größten und besten Rockbands aller Zeiten" sei.
Am 3. August 2009 war er Co-Gastgeber der Kerrang! Awards an der Seite von Scott Ian von Anthrax. Im folgenden Jahr moderierten beide erneut gemeinsam die Kerrang! Awards, bei denen Taylor den K! Services to Metal Award im Namen von Paul Gray, der nach einer versehentlichen Überdosis Morphium und Fentanyl starb, annahm.
Sein Buch Seven Deadly Sins: Settling The Argument Between Born Bad And Damaged Good erschien 2011 bei Da Capo Press. 2013 veröffentlichte er seinen zweiten Roman Etwas Komisches geschah auf dem Weg in den Himmel. 2015 veröffentlichte er auf Englisch seinen dritten Roman You're Making Me Hate You. 2016 war er in dem Film Officer Downe – Seine Stadt. Sein Gesetz. zu sehen.

## Diskografie

### Solo
- 2010: X-M@$
- 2020: CMFT
- 2021: Holier Than Thou auf The Metallica Blacklist
- 2022: CMFB ...Sides
- 2023: CMF2

### Gastbeiträge
- 1999: Smakdab feat. Corey Taylor – Shadowed
- 2000: Snot feat. Corey Taylor – Requiem
- 2000: Soulfly feat. Corey Taylor – Jumpdafuckup
- 2004: Damageplan feat. Corey Taylor – Fuck You
- 2004: Jonathan Davis feat. Corey Taylor – Freak on a Leash
- 2005: Roadrunner United: The All-Star Session – The Rich Man
- 2007: Apocalyptica feat. Corey Taylor – I’m not Jesus
- 2008: Walls of Jericho feat. Corey Taylor – Redemption
- 2009: Junk Beer Kidnap Band feat. Corey Taylor – Kansas
- 2009: Walls of Jericho feat. Corey Taylor - Addicted und Ember Drive
- 2011: Travis Barker feat. Corey Taylor – On My Own (auf Give the Drummer Some)
- 2013: From Can to Can’t  – zusammen mit Dave Grohl für dessen Soundtrack zu Sound City
- 2015: Tech N9ne feat. Corey Taylor – Wither
- 2016: Korn feat. Corey Taylor – Different World
- 2016: Zakk Wylde feat. Corey Taylor – Sleeping Dogs
- 2019: Falling in Reverse feat. Corey Taylor – Drugs
- 2020: Me and That Man feat. Corey Taylor – How Come?
- 2024: Wargasm feat. Corey Taylor – 70% Dead

## Trivia
- Corey Taylor lieh in der britischen Serie Doctor Who in der Folge Before the Flood dem Fisher King seinen Schrei.